# Saham Bank
Saham Bank, anciennement connue sous le nom de Société générale Maroc ou Société générale marocaine de banques (SGMB), est une banque commerciale marocaine dont le siège est situé à Casablanca. Fondée en 1913, elle a longtemps été la filiale marocaine du groupe bancaire français Société générale.
Le 12 avril 2024, la Société générale annonce la cession de sa participation majoritaire (57,7 %) dans SGMB au groupe Saham, dirigé par l’homme d’affaires marocain Moulay Hafid Elalamy. Cette opération inclut également sa filiale d’assurance La Marocaine Vie pour un montant global de 745 millions d’euros. Le changement de nom est officialisé le 18 juin 2025, date à laquelle la banque devient officiellement Saham Bank.
Avec plus d’un siècle d’activité, Saham Bank figure parmi les établissements bancaires historiques du Maroc, ayant accompagné l’essor économique du pays depuis le XXe siècle.

## Histoire
Créée en 1913, la Société générale marocaine de banques (SGMB) est l’une des plus anciennes institutions bancaires du Maroc. À cette époque, la Société générale, alors parmi les plus grandes banques françaises et mondiales, décide de s’implanter dans le nouveau protectorat français au Maroc. Elle ouvre ses premières agences à Casablanca et à Tanger, dans un contexte de développement économique accéléré sous l’impulsion du protectorat.
En 1923, le siège social marocain est transféré de la rue des Consuls (Rabat) à Casablanca, dans un bâtiment monumental situé sur le prestigieux boulevard Mohammed V. Ce bâtiment, œuvre de l’architecte Edmond Gourdain, devient un repère architectural de la ville. Le réseau s’étend rapidement : sept agences à Casablanca en 1939, puis 22 en 1950. L’expansion touche aussi d'autres villes du royaume comme Kénitra et Meknès dès 1950.
En 1965, la SGMB absorbe les activités marocaines de la Société Marseillaise de Crédit, consolidant ainsi son réseau et sa présence sur le territoire national. En 1971, elle poursuit son expansion en acquérant un cinquième des activités de la Société de Banque du Maghreb, filiale marocaine de l’ex-Crédit foncier d'Algérie et de Tunisie (CFAT), tandis que le reste est repris par la Banque marocaine du commerce extérieur (BMCE),.
En 1979, le siège social quitte le boulevard Mohammed V pour s’installer au 55, boulevard Abdelmoumen à Casablanca, dans un bâtiment plus moderne et mieux adapté à la croissance de ses activités.
Dans les années 1980 et 1990, la SGMB poursuit sa modernisation et développe ses services aux entreprises et aux particuliers. En 1989, elle adopte le logo carré rouge/noir de la maison mère. Puis, au début des années 2000, elle opte temporairement pour une identité visuelle locale — un losange rouge au centre d’un carré gris entouré de points — avant d’aligner définitivement son image sur le groupe en décembre 2007, en adoptant l’identité visuelle harmonisée de la Société générale à l’international.
Au début des années 2020, SGMB est classée quatrième banque du pays, derrière Attijariwafa Bank, le groupe Banque Populaire et Bank of Africa (ex-BMCE). Elle compte plus de 400 agences réparties dans tout le royaume.
Le 12 avril 2024, la Société Générale annonce son retrait stratégique du Maroc en cédant 57,66 % du capital de SGMB au Groupe Saham, dirigé par Moulay Hafid Elalamy, ainsi que sa filiale d'assurance La Marocaine Vie. Le montant total de la transaction s’élève à 745 millions d’euros.
L’opération est approuvée par Bank Al-Maghrib le 2 novembre 2024. Le 18 juin 2025, la banque change officiellement de nom pour devenir Saham Bank, marquant ainsi une nouvelle ère dans son histoire centenaire.

## Identité visuelle (logo)

Logo de SGMB de 2000 à 2007.
Logo SG Maroc de 2007 à 2025.
Logo de Saham Bank depuis juin 2025.